# Leopoldius signatus

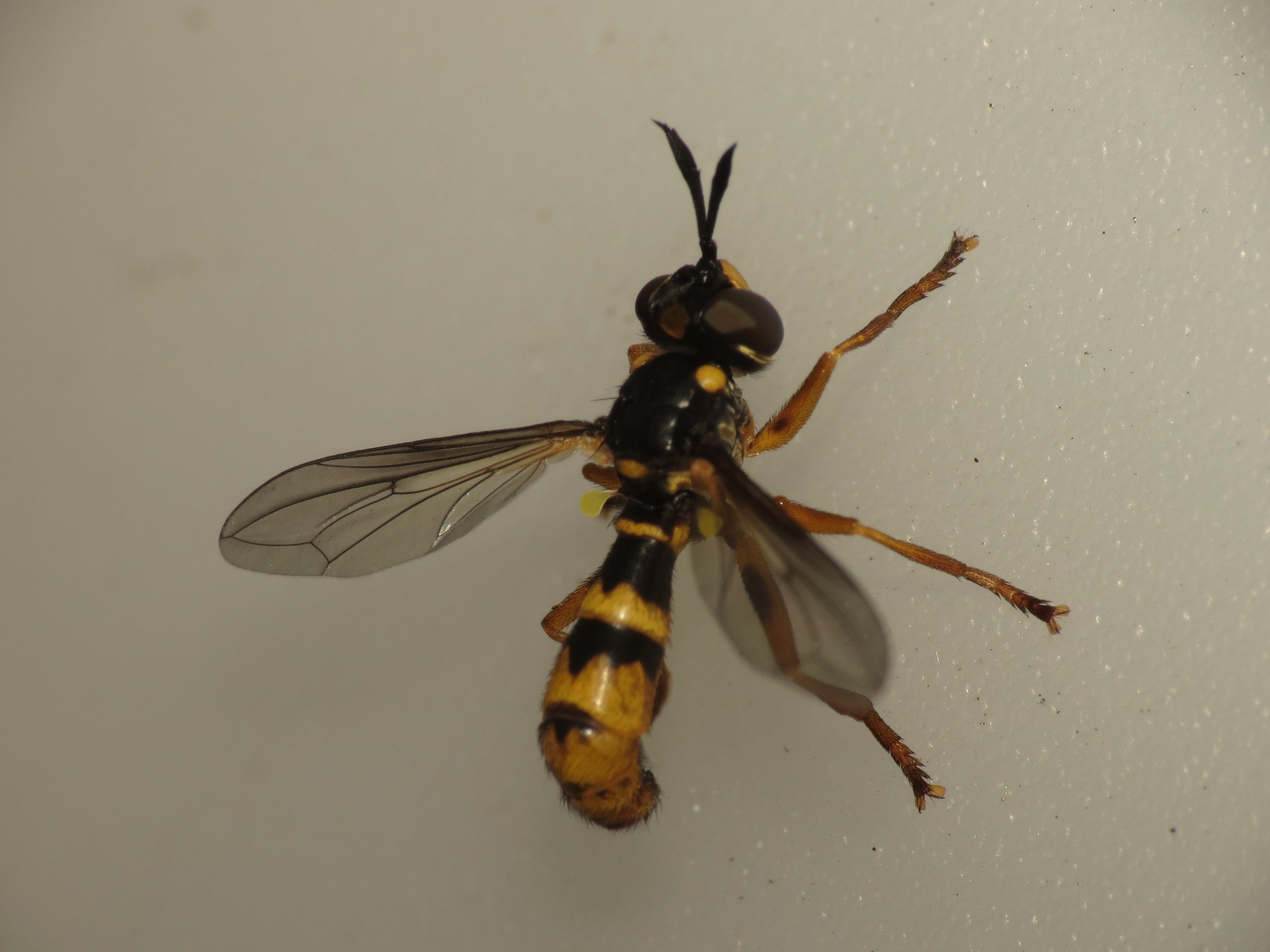

Leopoldius signatus ist eine Blasenkopffliege aus der Unterfamilie der Conopinae. Die Gattung Leopoldius ist in Europa mit 7 Arten vertreten. Das aus dem Lateinischen stammende Art-Epitheton signatus bedeutet „signiert“ oder „gezeichnet“.

## Merkmale
Die gelbschwarzen Fliegen sind 10–11 mm lang. Der Vorderkopf ist gelb, die Frons schwarz. Am Hinterkopf befindet sich ein gelbbrauner Fleck. Der Thorax ist überwiegend schwarz gefärbt. An den Vorderwinkeln des Thorax befindet sich jeweils ein gelber Fleck. Das Scutellum ist gelb gefärbt. Die Fühler sind schwarz. Die Fliegen besitzen einen unsklerotisierten gelben Proboscis. Die Tergite 3 und 4 weisen am Vorderrand schwarze Bänder auf, die bei den Männchen eine, bei den Weibchen drei Ausbuchtungen nach hinten aufweisen. Das schwarze Band am Vorderrand des zweiten Tergits besitzt nur eine einzelne Ausbuchtung nach hinten. Die gelbe Legeröhre (Theka) der Weibchen ist verbreitert und hat in etwa die Breite des Hinterleibs bei Ventralansicht. Die seitlichen Ränder der Theka sind eingeschlagen. Die Beine sind überwiegend gelb gefärbt. Lediglich die Femora weisen einen schwarzen Fleck auf.

## Ähnliche Arten
- Leopoldius brevirostris – Abweichung bei der Hinterleibsmusterung der Weibchen; die Männchen können im Zweifelsfall nur über deren Genitalien sicher bestimmt werden[3]

## Verbreitung
Die Art ist in Europa weit verbreitet. Im Norden reicht das Vorkommen bis nach Schweden und Norwegen. In England und in Wales ist die Art ebenfalls vertreten. Im Süden reicht das Vorkommen bis in den Mittelmeerraum (Spanien, Italien).

## Lebensweise
Die Fliegen beobachtet man im Herbst, insbesondere in den Monaten September und Oktober. Man findest sie meist in der Nähe oder an Efeu (Hedera). Die Larven sind Endoparasitoide staatenbildender Wespen, insbesondere der Gemeinen Wespe (Vespula vulgaris) und der Deutschen Wespe (Vespula germanica).